# Corallus batesii
Corallus batesii (лат.) — вид неядовитых змей из семейства ложноногих (Boidae). Вид описан в 1860 году Эдуардом Греем в статье «Description of a new genus of Boidae discovered by Mr. Bates on the Upper Amazon» под названием Chrysenis batesi. Назван в честь английского натуралиста Генри Уолтера Бейтса, автора находки. Позже Буленджер отнёс удава к виду собакоголовый удав (Corallus caninus). В 2009 году Corallus batesii вновь признали самостоятельным видом благодаря Роберту Гендерсену и его труду, основанному на 192 находках удавов.

## Описание
Тело длиной до 3 м, изумрудного, зелёного, изредка черноватого цвета с белым рисунком на спине. Молодые особи оранжевого цвета с белым рисунком; отличается от Corallus caninus большим числом щитков на голове и наличием продольной белой полосы у большинства особей.

## Распространение
Вид обитает в тропических лесах Бразилии, Боливии, Колумбии, Перу и Эквадора на высоте до 1000 м над уровнем моря.